# 중입자 비대칭
물리학에서 중입자 비대칭(baryon asymmetry) 문제란, 관측 가능한 우주 내에서 중입자와 반-중입자의 개수가 서로 다른 현상을 의미한다. 입자물리학의 표준 모형과 일반 상대성이론 양쪽에서도 왜 이렇게 관측되는지 설명해주지 못하고 있으며, 여러 이론들에 따르면 오히려 우주는 전하가 보존된다는 가정이 더 자연스럽다. 대폭발 이후 정확하게 같은 양의 물질과 반물질이 생성되어야 했으나, 관측 결과는 이와 맞지 않다. 이로 인해, 물질과 반물질에 관해서는 일부 물리법칙이 다르게 작용했거나 이와 관련된 법칙이 작용하지 않은 것처럼 보인다.
중입자 생성 과정에서 이러한 비대칭 현상을 설명해주는 여러 이론이 존재한다. 그러나, 아직 이 현상을 설명해주었다는 인정을 받은 이론은 없다. 2012년 한 물리학 논문에서는 "물질 생성은 우주의 가장 큰 신비 중 하나이다"라고 말하고 있기까지 하다.

## 중입자 비대칭을 설명하는 이론들

### CP 위반
중입자 비대칭이 일어나는 사하로프 조건 중 하나는 물질 생성 비율이 반물질 생성보다 더 빠르게 작용하는 과정이 있었다는 것이다. 이를 CP 위반이라고 한다. 표준 모형에서는 약한 상호작용이 작용하는 가운데 쿼크 섞임 중 복잡한 과정을 통해 CP 위반이 일어난다. 렙톤 섞임 과정에서도 0이 아닌 CP 위반이 일어날 것으로 추정하고 있으나 정확한 실험은 하지 못하고 있다. CP 위반은 1964년 케이온과 관련된 피치-크로닌 실험 중 처음 관측하였으며, 이 실험으로 제임스 왓슨 크로닌과 밸 로그즈던 피치는 1980년 노벨 물리학상을 받았다. 만일 이것이 맞을 경우, 중입자수 위반과 관련된 제한으로 인해 표준 모형의 CP 위반만으로는 관측 가능한 우주의 중입자수 비대칭을 설명하기에는 부족하므로 표준 모형을 넘어선 물리학 이론이 필요하다.

### 반물질이 많은 우주 구역
중입자 비대칭을 설명하는 또 다른 가설로는 우주가 물질이 많은 구역과 반물질이 많은 구역으로 나누어져 있다는 추측이다. 매우 먼 거리에서는 물질 원자와 반물질 원자를 구분할 수 없으며 물질, 반물질 모두 같은 방식으로 광자를 방출한다. 하지만 물질 영역과 반물질 영역의 경계선에는 서로 쌍소멸하면서 엄청난 감마선을 내뿜을 것이다. 이 경계선을 얼마나 확실하게 알 수 있는지는 물질과 반물질의 밀도에 따라 달라진다. 만일 이러한, 쌍소멸이 일어나는 공간이 실제로 존재한다면 깊은 은하계 사이 공간에 있을 가능성이 높다. 은하계 사이 공간의 물질 밀도는 1m²당 1개의 원자가 존재한다. 경계선의 밀도가 이것과 같다고 가정하면 경계지역에서 방출하는 감마선의 양을 계산할 수 있다. 이러한 감마선을 대량으로 방출하는 지역은 아직 관측되지 않았으나, 30년간의 연구에서는 이 경계가 얼마나 멀리 있을지에 대해 추측하고 있다. 이 분석에 기초하면, 아직 관측 가능한 우주 내에서는 반물질이 많은 지역이 없는 것으로 추측하고 있다.

### 전기 쌍극자 모멘트
어떠한 기본입자라도 전기 쌍극자 모멘트(EDM)이 존재한다고 가정하면 P대칭과 T대칭이 위반된다. 이와 같이 EDM으로 입자와 반입자가 서로 다른 속도로 붕괴되어, 현재 관측시의 물질-반물질 값이 서로 다르게 나올 수 있다. 현재 다양한 입자의 EDM을 측정하기 위한 실험이 계속되고 있다. 현재까지 이루어진 모든 측정 결과로는 EDM이 0인 것으로 측정되었다. 그러나, 물리 모델에서 대칭 위반의 양을 매우 엄격하게 적용하면 결과값이 거의 안보일 수 있다. 2014년엔 산화토륨(ThO) 분자 펄스빔을 이용하여 전자의 EDM 상한선을 측정했다.

## 같이 보기
- 중입자 생성
- CP 위반
- 물리학의 미해결 문제 목록